# Bernardo Tasso
Bernardo Tasso (11. november 1493 i Bergamo–5. september 1569 i Ostiglia) var en italiensk digter.
Som mange af den tids digtere tilbragte han største delen af sit liv ved forskellige italienske stormænds hof. I 1532 kom han i fyrsten af Salernos, Ferrante Sanseverinos, tjeneste, og da denne 1552 forlod Italien og bosatte sig i Frankrig, stod Tasso ved hans side, skønt han derved måtte finde sig i at se sit gods konfiskeret og selv blive landsforvist.
Han skiltes herved fra sin hustru Porzia, som han elskede højt, og fra sine sønner, hvoraf den ene, Torquato, langt skulle overgå faderen i berømmelse. Da Tasso nogle år senere kom tilbage til Italien, ramtes han i Rom af efterretningen om Porzias død. Mange af de smukkeste digte i hans Cansoniere er inspirerede af mindet om hende.
I Sorrent, hvor han inden sin landsforvisning tilbragte sit otium sammen med familien, begyndte han 1542 sit hovedværk, heltedigtet Amadigi, hvortil han tog hovedemnet fra den spanske Amadisroman, men heri har han indflettet flere andre episoder og fantastiske skildringer.
Som mønster for den ydre form følger han Ariosto, og digtet er som Orlando furioso skrevet i oktaverim. Digtet gjorde stor lykke; et andet heltedigt Il Floridante nåede han ikke at fuldende, og det blev først udgivet efter hans død af sønnen Torquato. Han har også udgivet en stor samling breve, som er interessante i historisk og litteraturhistorisk henseende.